# Acidente do C-130 da Força Aérea Filipina em 2021
Em 4 de julho de 2021, uma aeronave Lockheed C-130H Hercules da Força Aérea Filipina (PAF) caiu em Sulu, nas Filipinas.

## Aeronave
A aeronave envolvida no incidente é o Lockheed C-130H Hercules com o número de cauda 5 125. Uma antiga aeronave da Força Aérea dos Estados Unidos, foi adquirida pela Força Aérea Filipina (PAF) por meio de uma doação da Agência de Cooperação para a Segurança da Defesa do governo dos Estados Unidos em janeiro de 2021.

## Acidente
Em 4 de julho de 2021, uma aeronave Lockheed C-130H Hercules da Força Aérea Filipina (PAF) decolou da Base Aérea Villamor em Pasay e se dirigiu ao campo de aviação de Lumbia em Cagayan de Oro. De Cagayan de Oro, o avião transportou pessoal para Jolo, Sulu.
Às 11h30 (UTC + 8), o avião caiu ao tentar pousar no aeroporto Jolo. O acidente ocorreu em uma pedreira em uma área pouco povoada em Barangay Bangkal em Patikul, Sulu. No momento da queda, havia 92 passageiros; incluindo 3 pilotos, 5 outros membros da tripulação e 84 são membros do Exército das Filipinas. 50 do pessoal vieram da unidade de treinamento da 4ª Divisão de Infantaria de Malaybalay, Bukidnon. Pelo menos 29 passageiros morreram e mais 50 ficaram feridos no acidente. Alguns sobreviventes saltaram da aeronave antes da explosão. O acidente também causou vítimas não passageiros; dois civis no terreno foram mortos e quatro outros ficaram feridos. O acidente é um dos mais mortíferos acidentes de aviação militar das Filipinas na história.
Os militares descartaram especulações de que o ataque à aeronave foi a causa do acidente.